# C. F. M. de Grijs
Carolus F. M. de Grijs (1832–1902) holland katonaorvos, diplomata, sinológus és amatőr természetbúvár.

## Élete és munkássága
C. F. M. de Grijs a leideni egyetemen tanult kínaiul, majd katonaorvosként tevékenykedett. Azért, hogy kínai tudását kamatoztatni tudja, kérelmezte, hogy kínai nyelvterületen dolgozhasson. Így került Kínába, Amoyba (a mai Hsziamen (Xiamen)), ahol 1858–1962 között sebészként dolgozott. 1864-ben kinevezték Amoy holland konzulává. Később a Holland Kelet-indiai Társaság alkalmazásában kínai tolmácsként dolgozott. Kínában tartózkodása alatt, szabadidejében szenvedélyének hódolt, és amatőr természetbúvárként növények gyűjtött. Nevét egy Kínában honos kamélia faj, a Camellia grijsii is őrzi. Ő fordította le elsőként teljes egészében Szung Ce 13. században íródott nagy jelentőségű művét, a A bűnök elsöprésének összegyűjtött jegyzeteit (Hszi jüan csi lu (Xi yuan ji lu) 洗冤集錄), amely világ első igazságügyi orvosszakértői kézikönyve. holland nyelvű fordítása Genergteljike Geneeskunde, uit Chinese vertaald címen 1863-ban jelent meg, és 1908-ban Heinrich Breitenstein ezt fordította le németre. Másik jelentős munkája a kínai nyelv amoy-i (min) nyelvjárásának holland szótárának (Chineesch–Hollandsch woordenboek van het Emoi dialekt) befejezése és végső formába öntése. A különleges, korában páratlan művet egy másik holland sinológus, Johannes J. C. Francken (1838–1864) kezdte el összeállítani, de korai halála megakadályozta műve befejezésében. De Grijs 1882-re készült el a félbe marad szótárral, amely végső formájában 774 oldalon, mintegy 6000 címszót, és 30 ezer szót tartalmaz.